# Манербио
Манѐрбио (на италиански: Manerbio, на източноломбардски: Manèrbe, Манербе) е град и община в Северна Италия, провинция Бреша, регион Ломбардия. Разположен е на 64 m надморска височина. Населението на общината е 12 996 души (към 2013 г.).